# Антуле
Антуле су српска породица цинцарског порекла. Од 1800. године живе у Земуну, а од средине XIX века у Београду.

## Порекло
По предању породица Антула пореклом из Влахоклисуре, добила је име по баби Антули (Цвети, гр.). Крсну славу почели су да славе 1910.

## Стеван Антула
Стеван Антула био је трговац у Клисури, а његов брат Константин Антула (1800 - 1870), трговац у Земуну, власник радње „Код три главе шећера“ и „Код Црног Арапина“. Константин је после прешао у Београд.
Стеван Антула имао је Константина, Марију и Ленку. Константин је имао сина Јована.

### Константин С. Антула (1819 - 1882)
Константин Антула (1819 - 1882), трговац, народни посланик, општински одборник, члан Трговачког суда, рођен је и веначао се са Катарином Ј. Наслас (1822-1891) у Влахоклисури. Отац Стеван послао га је свом брату у Земун, где је свршио грчку основну школу, а потом неко време радио у Будимпешти. 1850. године настанио се у Београду. Константин и Катарина Антула имали су осаммнаесторо деце. Њихова одрасла деца су Никола (1855-1891), Јелена, Анка, Анастасија, Јован, Даница.

#### Јован К. Антула (1854-1890)
Јован К. Антула (1854-1883), трговац, општински одборник, јавни радник. Био је члан одбора Коларчеве задужбине, један од оснивача Народне банке, и члан одбора за железнице, који је склапао уговоре са француском фирмом Бонту. Јован Антула је рођен у Београду где се 1883. венчао са Маријом Н. Кики (1862-1923). Њихова деца су Никола, Милан, Константин.

##### Никола Ј. Антула (1885-1916)
Никола Ј. Антула (1885-1916), књижевник и књижевни критичар, рођен је у Београду, где је завршио основну школу, гимназију и универзитет. Студирао је и италијанску књижевност у Риму. Као резервни коњички официр учествовао је у балканским ратовима. Погинуо је 25. октобра/7. новембра 1916. на Чукама (сектор Битољ).

##### Милан Ј. Антула (1886-1926)
Милан Ј. Антула (1886-1926) је са Наталијом М. Матковић (1898-1992)кћерку Љубицу удату за Душана Д. Јовановића. Имали су једну кћерку.

#### Данићи
Јелена (1863-1920), кћерка Константина Антуле, била је удата за др Јована Д. Данића (1854-1924), неуролог< и психијатра, сина Данила Данића, државног саветника.
Имали су Димитрија, Данила, Радована и Милована. Данило Данић је са Даницом Грујић имао кћерку Јелену.
- Димитрије Данић је био ожењен Маријом Динић, али нису имали деце.
- Проф. др Радован Рада Данић био је ожењен Десанком Пантић. Нема потомства.
- Данило Данић је са Даницом Д. Грујић имао кћерку Јелену удату за Илију Станојчића.

#### Влајићи
Анка (1864-1903), кћерка Константина Антуле, била је удата за Милоја Влајића. Имали су Јелену, Александра, Милицу, Босиљку, Константина.

##### Гудовићи
Јелена Гудовић (1884-1974), рођ. Влајић, кћерка Милоја и Анке Влајић, била је удата за Михаила Ј. Гудовића (умро 1918), сина Јеврема Гудовића, министра грађевина и Софије Гудовић, рођ. Михаиловић, кћерке господар Стевана Стевче Михаиловића (1804-1888), књажевског местозаступника, председника министарског савета и његове друге жене Катарине. Имали су Драгана, Владимира, Бранислава, Олгу и Веру.
- Драган Гудовић (1904-1989) са Загорком Ж. Васиљевић имао је сина Михаила и кћерку Јелену. Има потомства.
- Бранислав Гудовић имао је са Даницом Лукаревић сина Јеврема Гудовића.
- Олга Гудовић је са Илијом М. Матковићем имала два сина, Милоша, Ивана и једну кћерку, Јелену. Има потомства.

#### Величковићи
Анастасија (1844-1917), кћерка Константина Антуле, рођена је у Влахоклисури, а била је удата за Димитрија М. Величковића, сина Манојла Величковића и унука бимбаше Величка Ђорђевића, брата бимбаше Христе Ђорђевића, родоначелника Христића. Сестра Димитрија М. Величковића Љубица, била је удата за Тому Цинцар-Јанковића.
Димитрије М. Величковић и Анастасија Величковић, рођ. Антула имали су Драгутина и Славку.
- Драгутин Величковић (1866-1917) рођен је у Београду а умро је у Солуну 1917. Са Лепосавом П. Јовановић (1873-1930) имао је Ђорђа Величковића (нема потомства) и Босиљку која је са Александром Д. Ђурићем имала сина и кћерку. Има потомства у Паризу.
- Славка Милићевић, рођ. Величковић (1869-1937) је са Драгутином Милићевићем имала једног сина и три кћерке, Бранислава, Јулијану, Ружицу и Радмилу. Ружица је била удата за Велислава О. Живковића. Њихова унука удата је за Сретена В. Крстића (рођеног 1953), познатог виолинисту, концертмајстора филхармоније у Минхену.

#### Леко
Даница (1866-1951), кћерка Константина Антуле, била је удата за др Марка Т. Лека(1853-1932). Имали су Драгомира, Димитрија, Душана, Александра, Јована, Тому, Аспазију, Николу, Катарину, Љубицу.

##### Драгомир М. Леко (1898-1972)
Драгомир М. Леко (1898-1972), који је рођен и умро у Београду био је ожењен Стаменком М. Радојловић. Њихова деца су Марко, Милан и Јелена.
- Проф. др Марко Д. Леко (1929-2005), математичар, професор универзитета у Београду, ожењен Вером Познанић, ћерка Даница.
- Милан Леко(1930-2012), ожењен Милицом Пеливановић, син Александар(Саша); други пут ожењен Весном Тимотијевић, син Драгомир .
- Јелена Леко(1934), удата за Милана Оклобџију, две ћерке Катарина(Нина)и Ружица.

Има потомства.

##### Димитрије М. Леко (1887-1964)
Димитрије М. Леко (1887-1964) је са Љубицом Леко, рођ. ж. Лазаревић (Шабац, 9/21. септ. 1899) имао кћерку Ану. Има потомства.

##### Душан М. Леко (1889-1922)
Душан М. Леко (1889-1922) је са Радулком Леко, рођ. М. Јанковић имао сина Тому и кћерку Радојку.
- Тома Д. Леко има кћерку у САД.
- Радојка је била удата за Бориса Белоусова. Имају кћерку.

##### Др Александар М. Леко (1890-1982)
Др Александар М. Леко (1890-1982) српски хемичар, декан Техничког факултета, председник Српског хемијског друштва од 1946. до 1955, његов почасни председник од 1956. Добио је и титулу почасног доктора Београдског универзитета 1975. Студирао је у Београду и Фрибуру (Швајцарска), где је 1921. одбранио докторску дисертацију. Био је професор Технолошко-металрушког факултета у Београду.
Александар М. Леко (1890-1982) је са Софијом Леко, рођ. Јанати из Темиштвара имао Марка и Даницу.
- Марко А. Леко има синове.

##### Генерал Јован М. Леко (1892-1964)
Пешадијски бригадни генерал Јован М. Леко (1892-1964), краљев ађутант, двороуправитељ, завршио је 42. кл. Ниже школе и 23. кл. Више школе Војне академије. У ратовима 1912-1918. водник 4. чете 1. батаљона 7. пешадијског пука, водник у 3. батаљону Вардарског пешадијског пука, ађутант 1. батаљона 7. пешадијског пука 1. позива, командир 1. чете 1. батаљона 1. позива, командир митраљеског одељења 1. батаљона 7. пука (од 1916). После рата командир чете Краљеве гарде, командант 2. батаљона Краљеве гарде, ађутант краља (1934), двороуправитељ, командант пешадије Дунавске дивизијске области 1940. У Априлском рату командовао је здруженим саставом код Мркоњић града у једној од последњих борби југословенске војске. Одведен у заробљеништво где је остао да живи после рата. Становао је у Чика Љубиној бр. 10. Умро је у Вашингтону 1964.
Није имао деце.

##### Аџемовићи
Аспазија (1894-1993), кћерка Марка Лека, била је удата за Бранка Г. Аџемовића (1888-1962), дипломату. Њихова деца су Даница, Владимир и Миросанда.
- Владимир Аџемовић (1927-1990) био је ожењен Војиславом Гавриловић, кћерком Милана Гавриловића, министра, посланика у СССР и Јелене Цинцар-Јанковић. Има потомства у САД.
- Миросанда Аџемовић удата је за Џон Џеклин Џ. Амблер из Вирџиније у САД. Има потомства.

##### Јовановићи
Љубица (1902-1981), кћерка Марка Лека, била је удата за Александра Ј. Јовановића, родом из Доњег Милановца. Имали су Јована и Цвету удату за Александра Черне-а.
Има потомства.

## Константин Антула
Константин Антула (1800 - 1870), брат Стевана Антуле, трговац у Земуну, власник радње „Код три главе шећера“ и „Код Црног Арапина“. Константин је после прешао у Београд, где је наставио да води послове. Константин Антула имао је Јанка Сику, Тану, Софију и Јоану.

### Јанко К. Антула (1829-1877)
Јанко К. Антула (1829-1877), трговац, имао је са Живком, Константина, Василија, Цвету, Милорада, Димитрија, Драгомира, Љубомира и још једну кћерку чија кћерка је била удата за Миту Качаника.

#### Др Димитрије Ј. Антула (1870-1924)
Димитрије Ј. Антула (1870-1924), геолог, генерални директор Рударског одељења министарства шума и руда, је са Љубом Миленковић имао сина Милорада и кћерку Радимилу. Један од утемељитеља геологије у Србији.
- Милорад Антула, умро је у Француској.
- Радмила Ђурић, рођ. Антула је са Владетом Ђурићем имала две кћерке - Драгану и Даницу. Има потомства.

#### Милорад Ј. Антула (1866-1934)
Милорад Ј. Антула (1866-1934), директор Државне класне лутрије, чиновник Народне банке био је ожењен Милевом Пајкић.

#### Генерал Драгомир Ј. Антула (1873-1947)
Судски бригадни генерал Драгомир Ј. Антула (1873-1947), жупан подунавске области, окружни инспектор, наставник Војне академије, завршио је право у Београду 1894. Стални судија Војног суда за официре, стални судија Великог војног суда. Био ожењен Софијом Антула, нису имали деце. Становао је у краља Милутина 4, после у Палмотићевој 26

## Сродство
Антуле су биле у сродству са породицом Леко, Кики, Величковићима и преко њих са Цинцар-Јанковићима и др.